# HSCS

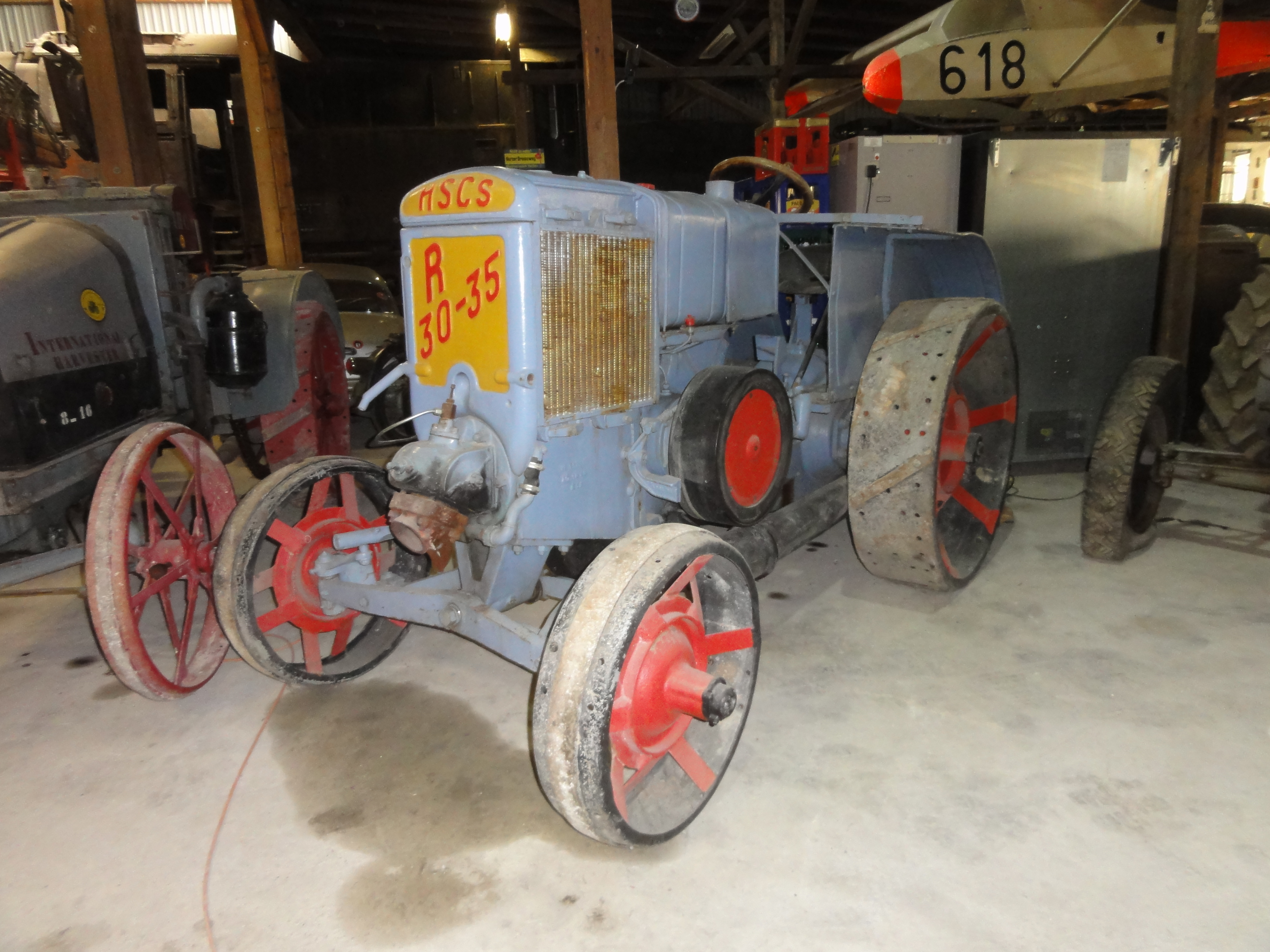
Traktor HSCS R30-35 (1940er Jahre)

Das Kürzel HSCS war sowohl die Marke als auch die Abkürzung des vormals österreichischen Landmaschinenherstellers Hofherr-Schranz-Clayton-Shuttleworth AG, welcher ein breites Sortiment von Glühkopftraktoren und Raupenschleppern produzierte. Die Landmaschinenerzeugung wurde nach dem Zweiten Weltkrieg im kommunistischen Ungarn fortgesetzt.

## Geschichte
→ Hauptartikel: Hofherr-Schrantz

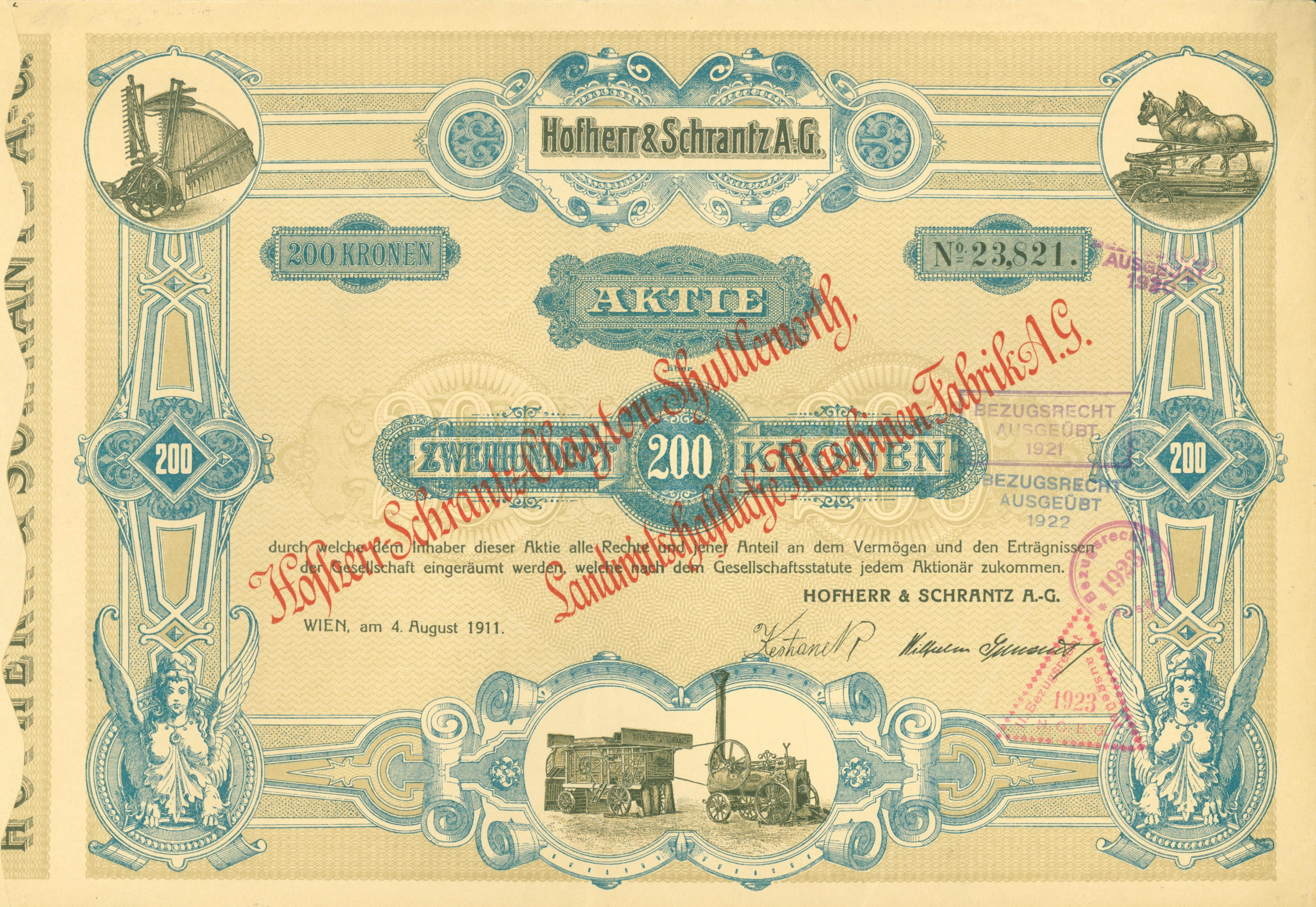
Aktie der Hofherr-Schrantz-Clayton Shuttleworth Landwirtschaftliche Maschinen-Fabrik AG vom 4. August 1911

Die Firma entstand 1911 aus der Fusion der Hofherr-Schrantz AG in Wien mit der dortigen Tochterfirma des britischen Landmaschinenherstellers Clayton & Shuttleworth zur Hofherr-Schrantz-Clayton-Shuttleworth Landwirtschaftliche Maschinen-Fabrik AG. Außer der Niederlassung in Wien eröffnete man weitere in Pest (Ungarn), Prag (heute Tschechische Republik), Krakau (Polen) und Lemberg (heute Ukraine).
Im Zuge des Anschluss Österreichs im Jahr 1938 übernahm die Heinrich Lanz AG die Aktienmehrheit des Unternehmens, zum Ende des Zweiten Weltkriegs besetzte die Rote Armee die HSCS-Werke in Ungarn. 

### TraktorenwerkRoter Stern(Dutra)

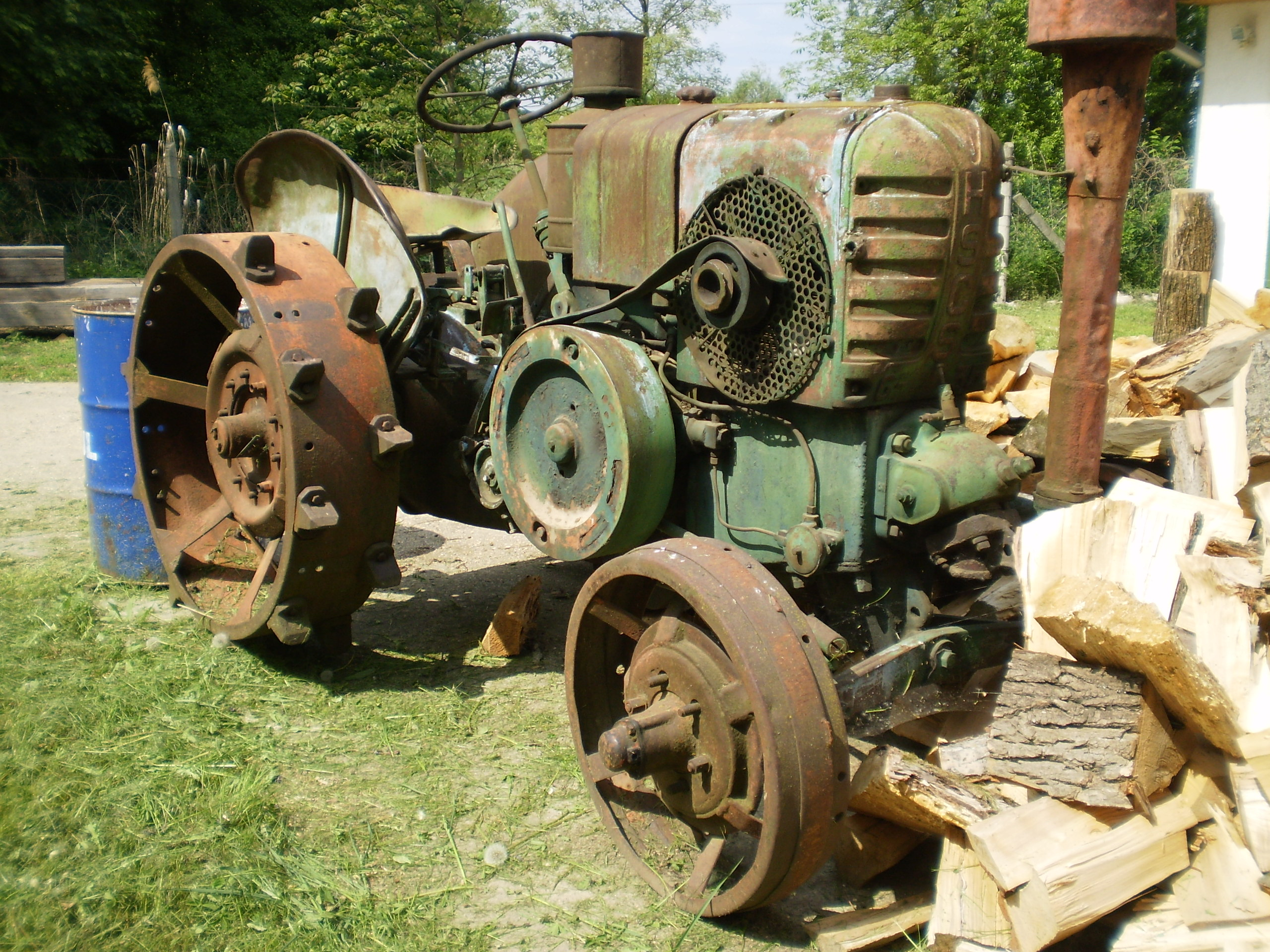
Ungarischer HSCS Traktor mit Glühkopfmotor

Die Budapester Fabrik wurde 1948 verstaatlicht. Sie nannte sich nun Traktorenfabrik Hofherr Vörös Csillag Traktorgyár (Roter Stern Traktorenfabrik) und produzierte bis Ende 1956 Traktoren mit Glühkopfmotor. Unter Leitung des Ingenieurs János Korbuly begann zwischen 1950 und 1960 die Entwicklung von Allradschleppern. Ein weiteres Produkt war der Dutra DR-50, ein allradgetriebener Muldenkipper.

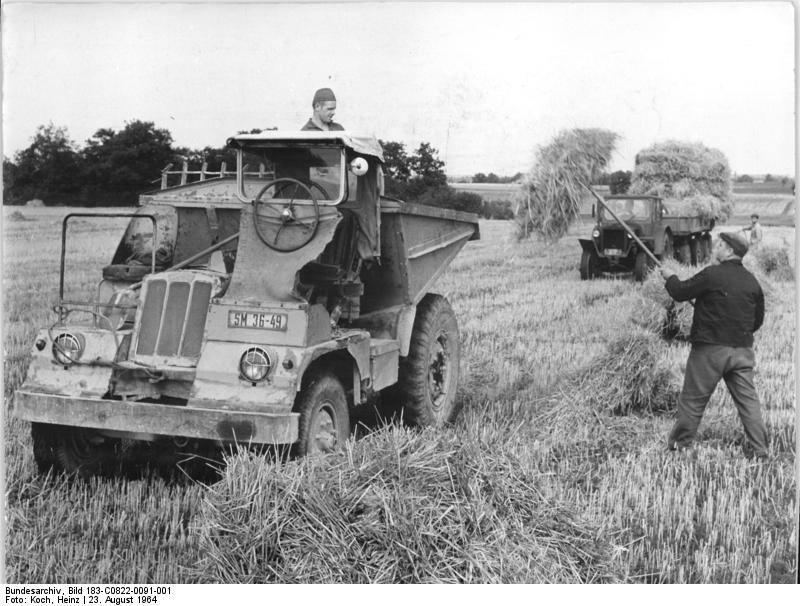
Dutra DR-50

Der völlig neu konstruierte Allradtraktor UE-28, ein Zweizylinder, wurde 1960 vorgestellt. Unter dem Konstrukteur Alfred Papa entwickelte man nun dieses Konzept weiter, um die Traktoren leistungsstärker zu machen. Es folgten der D4K-A, ein Vierzylinder und 1963 der D4K-B, ein Sechszylinder. Die Traktoren der Baureihe Dutra waren für den Einsatz auf schweren Böden konzipiert, daher wurde ein erheblicher Teil in die DDR exportiert.

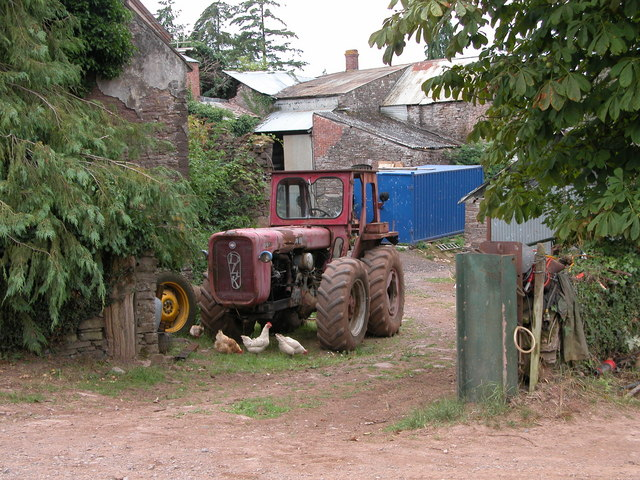
Allrad-Traktor Dutra D4K

Im Jahr 1971 wurde ein Vertrag mit Steyr zur Ausrüstung von Traktoren mit Steyr-Motoren in Lizenzfertigung geschlossen. Sie wurden fortan gemeinsam vertrieben.